# Maddecheaò! Come secernere agli esami
Maddecheaò! Come secernere agli esami (più nota semplicemente come Maddecheaò) è stata una trasmissione televisiva andata in onda per 19 puntate su Rai 3 dall'8 giugno al 2 luglio 1993, nata da una costola o spinoff del format comico Avanzi dove il gretto e sboccato adolescente Lorenzo Skarz, alias Corrado Guzzanti, riscosse consensi.

## Il programma
Il programma, condotto da Serena Dandini, si basa sul di lei tentativo di preparare Lorenzo per gli esami di maturità, affrontando in ogni puntata quotidiana di 15 minuti le svariate materie di studio, all'interno della stanza di Lorenzo, sporca, disordinata e popolata da adolescenti altrettanto scioperati (uno dei quali, Luga, è stato realmente un compagno di scuola di Guzzanti). Come accennato dalla conduttrice in Avanzi, il ragazzo, perennemente negletto dai genitori, ora lontani in Australia per un lungo viaggio, è stato ospitato da lei a tempo indefinito.
Il motto del programma era «Se ce la fa l'immaturabile Lorenzo, ce la possono fare tutti!».
Lorenzo, seppur iscritto al liceo classico, dopo aver sostenuto la prova scritta di italiano nella scuola corretta, il giorno successivo si è recato in un liceo scientifico poiché meno distante da casa, sostenendo pertanto la prova di matematica anziché quella di greco. Nell'ultima puntata Lorenzo lascia a Serena una lettera di saluti e una cassetta contenente il video della prova orale, sostenuta davanti ad una commissione del suo stesso livello, composta da Stefano Masciarelli, Pierfrancesco Loche, Antonello Fassari (che si scopre essere er Murena, un ultras della Roma) e Francesca Reggiani: nonostante risponda alle domande con molta fantasia per coprire l'assenza delle nozioni di base, finisca per parlare di calcio con er Murena coi suoi tipici toni scurrili e corrompa la professoressa di matematica (Francesca Reggiani) definendola "modella", la commissione elogia Lorenzo e lo dichiara maturo con 60/60 e bacio accademico. Lorenzo può quindi raggiungere la madre in Australia.
Dallo spettacolo è stato tratto un libro con DVD, contenente tra l'altro alcuni testi provenienti dai loro programmi più famosi (Pippo Chennedy Show ed Avanzi su tutti) ed un nuovo confronto Serena-Lorenzo a quasi quindici anni di distanza dagli sketch originali.

## Opere derivate
- Dalla trasmissione venne tratto l'album Live degli Avanzi Sound Machine, pubblicato nel 1993.